# Aspidoglossum uncinatum
Aspidoglossum uncinatum är en oleanderväxtart som först beskrevs av Nicholas Edward Brown, och fick sitt nu gällande namn av F.K. Kupicha. Aspidoglossum uncinatum ingår i släktet Aspidoglossum och familjen oleanderväxter. Inga underarter finns listade i Catalogue of Life.